# Kabinett Machel I
Das Kabinett Machel I bildete die erste Regierung der Volksrepublik Mosambik, die nach einer Übergangsregierung unter den schwindenden Strukturen der früheren portugiesischen Kolonialverwaltung und der durch die Unabhängigkeitserklärung des Landes vom 25. Juni 1975 an die Macht gekommene sozialistisch orientierte Befreiungsbewegung FRELIMO ins Amt kam. Präsident des nun unabhängigen Staates war seit Juni 1975 Samora Machel.

## Vorbedingungen
Am 5. und 6. Juli 1974 trafen sich Samora Machel und Portugals Außenminister Mário Soares in Sambias Hauptstadt Lusaka zu einem Arbeitstreffen. Es stand unter den politischen Zeichen der Nelkenrevolution in Portugal. Soares hatte von seiner Regierung nur das Mandat zur Verhandlung über eine Waffenruhe erhalten, jedoch nicht zur Machtübergabe in Mosambik. Die Gespräche verliefen deshalb ohne wesentliche Fortschritte. Weitere Treffen mit portugiesischen Vertretern folgten.
Verhandlungsgruppen der Movimento das Forças Armadas (MFA) unter Leitung von Ernesto Melo Antunes trafen im Verlaufe des Jahres 1974 in Rom und Daressalam mit FRELIMO-Repräsentanten zusammen. Nachdem in der portugiesischen Regierung eine Verschiebung der Kräfte zu Gunsten linkspolitischer Positionen eintrat, setzte sich eine Mehrheit gegen den provisorischen Präsidenten António de Spínola für eine Unabhängigkeit Mosambiks durch. Dieser trat im September zurück. Nun war der Weg für weitere Verhandlungen frei.
Machel als Repräsentant der FRELIMO unterzeichnete am 7. September 1974 mit Antunes und Soares als Regierungsvertreter in Lusaka einen Vertrag, wonach sofort eine Waffenruhe eintreten konnte, die Bildung einer Übergangsregierung unter FRELIMO-Führung ab dem 20. September 1974 und die volle Unabhängigkeit des Landes von der vormaligen Kolonialherrschaft für den 25. Juni 1975 vereinbart wurde.
Das Abkommen sah die Bildung einer Übergangsregierung unter der Leitung eines vom portugiesischen Präsidenten ernannten Hochkommissars (Alto-Comissário) vor. Angehören sollten ihr ein Premierminister zu dessen Unterstützung sowie sechs Minister, von der FRELIMO vorgeschlagen, sowie drei Minister auf Vorschlag der portugiesischen Seite. Ferner war die Errichtung einer gemeinsamen Militärkommission vorgesehen, deren Mitglieder sich aus einer paritätischen Anzahl des portugiesischen Militärs und der FRELIMO-Streitkräfte zusammensetzten. Deren Ziele lagen in der Erhaltung der Integrität Mosambiks und der Verteidigung des Landes gegen mögliche äußere Aggressionshandlungen. Der Präsident Portugals ernannte schließlich Admiral Vítor Crespo zum Hochkommissar von Mosambik. Am 16. September 1974 trafen sich Delegationen der FRELIMO, der Regierung Tansanias und Vertreter der OAU in Lourenço Marques (Maputo). Aus den Beratungen ging Joaquim Chissano als Vorschlag für den künftigen Premierminister hervor.

## Kabinettszusammensetzung
Das erste mosambikanische Kabinett nach der kurzzeitigen Übergangsregierung bestand seit 1975 nach vorliegender Quellenlage aus folgenden Ressorts und Personen.
| Ressort                                     | Name | Vertreter                                                 | Repräsentant von |
| ------------------------------------------- | --- | --------------------------------------------------------- | ---------------- |
| Staatspräsident                             | Samora Machel                                                                                                  | -                                                         | FRELIMO          |
| Präsidialminister                           | José Oscar Monteiro 1975–1983                                                                                  | -                                                         | FRELIMO          |
| Präsidialamtsminister für Wirtschaftsfragen | Jacinto Veloso seit 1983                                                                                       | -                                                         | FRELIMO          |
| Arbeit                                      | Mariano Matsinhe ÜRF–1978                                                                                      | -                                                         | FRELIMO          |
| Äußeres                                     | Joaquim Chissano seit 1975                                                                                     | José Carlos Lobo seit Juni 1984 (zwei Stellvertreter)     | FRELIMO          |
| Außenhandel                                 | Joaquim Ribeiro de Carvalho seit 1983                                                                          | -                                                         | FRELIMO          |
| Bergbau                                     | José Carlos Lobo seit 1983                                                                                     | -                                                         | FRELIMO          |
| Binnenhandel                                | Manuel dos Santos 1978–1980 Aranda da Silva seit 1980                                                          | -                                                         |                  |
| Finanzen                                    | Rui Baltazar dos Santos Alves seit 1978                                                                        | -                                                         | FRELIMO          |
| Gesundheit                                  | Pascoal Mocumbi seit 1980                                                                                      | -                                                         | FRELIMO          |
| Häfen und Eisenbahnen                       | Luís Alcântara Santos seit 1980                                                                                | -                                                         |                  |
| Industrie Industrie und Energie             | Mário Machungo 1975–1978 Júlio Carrilho 1978–1980 António Branco seit 1980                                     | -                                                         | FRELIMO          |
| Information                                 | Óscar Monteiro ÜRF Jorge Rebelo 1975–1980 José Luis Cabaço seit 1980                                           | -                                                         | FRELIMO          |
| Inneres                                     | Armando Guebuza ÜRF–1977, seit 1983 Mariano Matsinhe 1977–1983                                                 | Teodato Hunguana, 1983–1986                               | FRELIMO          |
| Justiz                                      | Rui Baltazar dos Santos Alves ÜRF–1978 Teodato Hunguana 1978–1983 Óscar Monteiro seit 1983                     | -                                                         | FRELIMO          |
| Landwirtschaft                              | Joaquim Ribeiro de Carvalho 1975–1978 Mário Machungo 1978–1981 Sérgio Vieira 1981–1983 João Ferreira seit 1983 | -                                                         | FRELIMO          |
| Öffentliche Arbeiten                        | Júlio Carrilho 1975–1978 João Baptista Cosme 1978–1980 Júlio Carrilho seit 1980                                | -                                                         | FRELIMO          |
| Planung                                     | Marcelino dos Santos (1975–1980) Mário Machungo seit 1980                                                      | -                                                         | FRELIMO          |
| Post- und Fernmeldewesen                    | Rui Lousa seit 1980                                                                                            | -                                                         |                  |
| Sicherheit                                  | Jacinto Veloso, ÜRM 1980–1983 Mariano Matsinhe seit 1983 Sérgio Vieira, seit 16. Juni 1984                     | -                                                         | FRELIMO          |
| Unterricht und Kultur                       | Graça Machel seit 1975                                                                                         | -                                                         | FRELIMO          |
| Verkehr                                     | Luís Alcântara Santos ÜRP José Luis Cabaço 1975–1980                                                           | -                                                         | FRELIMO          |
| Verteidigung                                | Alberto Chipande ÜRM, seit 1975                                                                                | Sebastião Mabote ÜRM, seit 1975 Armando Guebuza 1977–1981 | FRELIMO          |

Abkürzungen: ÜRF = Mitglied der Übergangsregierung, FRELIMO; ÜRP = Mitglied der Übergangsregierung, Portugiese; ÜRM = Mitglied der provisorischen Militärkommission, FRELIMO

## Weitere hohe Funktionen in der Staatsverwaltung
- Sérgio Vieira, Generalgouverneur der Banco de Moçambique, bis 1981
- José Carlos Lobo, 1975 – Mai 1983 ständiger Vertreter bei den Vereinten Nationen[5]
- Manuel dos Santos, Botschafter bei den Vereinten Nationen
- Raimundo Pachinuapa, Staatsinspektor
- João Mpfumo, Kommandeur der Luftwaffe
- João Baptista Cosme, Botschafter in Portugal
- Armando Guebuza, politischer Militärkommissar der FRELIMO